# Il vulcano d'oro
Il vulcano d'oro (titolo originale: Le volcan d'or) è un romanzo incompiuto di Jules Verne, scritto nel 1899 e pubblicato postumo nel 1906.

## Storia editoriale
Scritto nel 1899 da Jules Verne, venne pubblicato postumo in versione pesantemente rimaneggiata dal figlio Michel Verne nel 1906; nel 1989, grazie a Piero Gondolo della Riva, è stata pubblicata una versione ripulita dalle modifiche del figlio, ancora evidentemente lontana da una stesura definitiva, ma fedele al manoscritto originale.

## Trama
Il libro è ambientato durante gli anni della corsa all'oro e narra il viaggio di due cugini canadesi, Summy Skim e Ben Raddle, che ereditano una concessione sulle rive del Klondike.
La trama è incentrata sulla descrizione del viaggio dei protagonisti e sulle difficoltà che il duo affronta pur di cercare fortuna in terre inospitali. Il loro incontro con due donne (una, Jane Edgerdon, coraggiosa e determinata a diventare una cacciatrice d'oro; l'altra, Edith, timida e introversa) porterà loro a vivere molte avventure e a fare una meravigliosa scoperta: il vulcano d'oro.

## Personaggi
Summy Skim: calmo e riflessivo, è colui che non voleva andare a vedere la propria proprietà assieme al cugino.
Ben Raddle: cacciatore esperto, vuole andare a cercare oro nel Klondike; influenzato dalla febbre d'oro, convince il cugino ad accompagnarlo.
Edith Edgerdon: assai timida; troverà lavoro come infermiera in un ospedale.
Jane Edgerdon: cugina di Edith, è una ragazza intrepida e avventurosa, non vede l'ora di cercare oro e di dimostrare che anche le donne possono fare qualsiasi cosa.
Patrik: uomo robusto, assistente di Jane, la quale lo incontra e lo assume promettendogli che, se avessero trovato l'oro, egli ne avrebbe avuto una parte.
Neluto: aiutante indiano; diventerà grande amico di Ben Raddle.
Hunter e Malone: gli antagonisti del racconto; i due texani avranno pessimi rapporti con i protagonisti, nonostante siano i loro "vicini di concessione".